# 语言声学
聲學語音學（英語：Acoustic phonetics），又稱語音聲學或語言聲學。是處理語音的聲學方面的語音學的子領域。聲學語音學研究諸如波形的均方振幅，其持續時間，其基頻或其頻譜的其它性質以及這些性質與其它語音學分支（例如發音或聽覺語音學）的關係的屬性，以及抽象語言概念，如電話，短語或話語。
在19世紀後期，通過愛迪生留聲機的發明，聲學語音學的研究大大增強。留聲機允許記錄語音信號，然後進行處理和分析。通過多次從留聲機重放相同的語音信號，每次用不同的帶通濾波器對其進行濾波，可以建立語音話語的頻譜圖spectrogram。 Ludimar Hermann在19世紀最後二十年發表在PflügersArchiv的一系列研究了使用愛迪生留聲機的元音和輔音的光譜特性spectral properties，在這些論文中首次引入了術語共振峰term formant。赫爾曼還以不同的速度播放了愛迪生留聲機的元音錄音，以區分威利斯和惠斯通的元音生產理論。
通過電話工業的發展使得聲學語音學的進一步發展成為可能。在第二次世界大戰期間，貝爾電話實驗室（發明了光譜儀spectrograph）的工作極大地促進了系統研究週期性和非週期性語音的光譜性質，聲道共振aperiodic-speech-sounds和元音共振峰vocal-tract-resonances，聲音質量voice-quality，韻律prosody等。
在理論層面上，語音聲學可以以類似於電路的方式建模。 Rayleigh先生是第一個認識到新的電學理論the new electric theory可以用於聲學的人，但是直到1941年電路模型被有效地使用，在Chiba和Kajiyama的一本書中稱為“元音：它的性質和結構” 。 （在日本工作的日本作家的這本書在第二次世界大戰的高潮以英語出版。）1952年，羅馬Jakobson，Gunnar Fant和莫里斯哈雷寫了“語言分析的初步”，一個紮實的聲學語音學和語音學理論在一起。這本小書在1960年被Fant的“語音生產聲學理論”，它仍然是語音聲學研究在學術和工業的主要理論基礎。 （Fant本人非常積極地參與電話行業。）該領域的其他重要成員包括Kenneth N. Stevens，Osamu Fujimura和Peter Ladefoged。

## 相關詞條
- 語音學
- 語音辨識
- 語音合成
- 言語科學
- 語言治療

## 基本參考書目
- - D. Crystal (2008)“A Dictionary of Linguistics and Phonetics”
  - P. Ladefoged(2014) “A Course in Phonetics”
  - 王士元(2007)《語言、語音與技術》香港：城市大學
  - 鄭靜宜(2011)《語音聲學》台北：心理出版